# شرطة

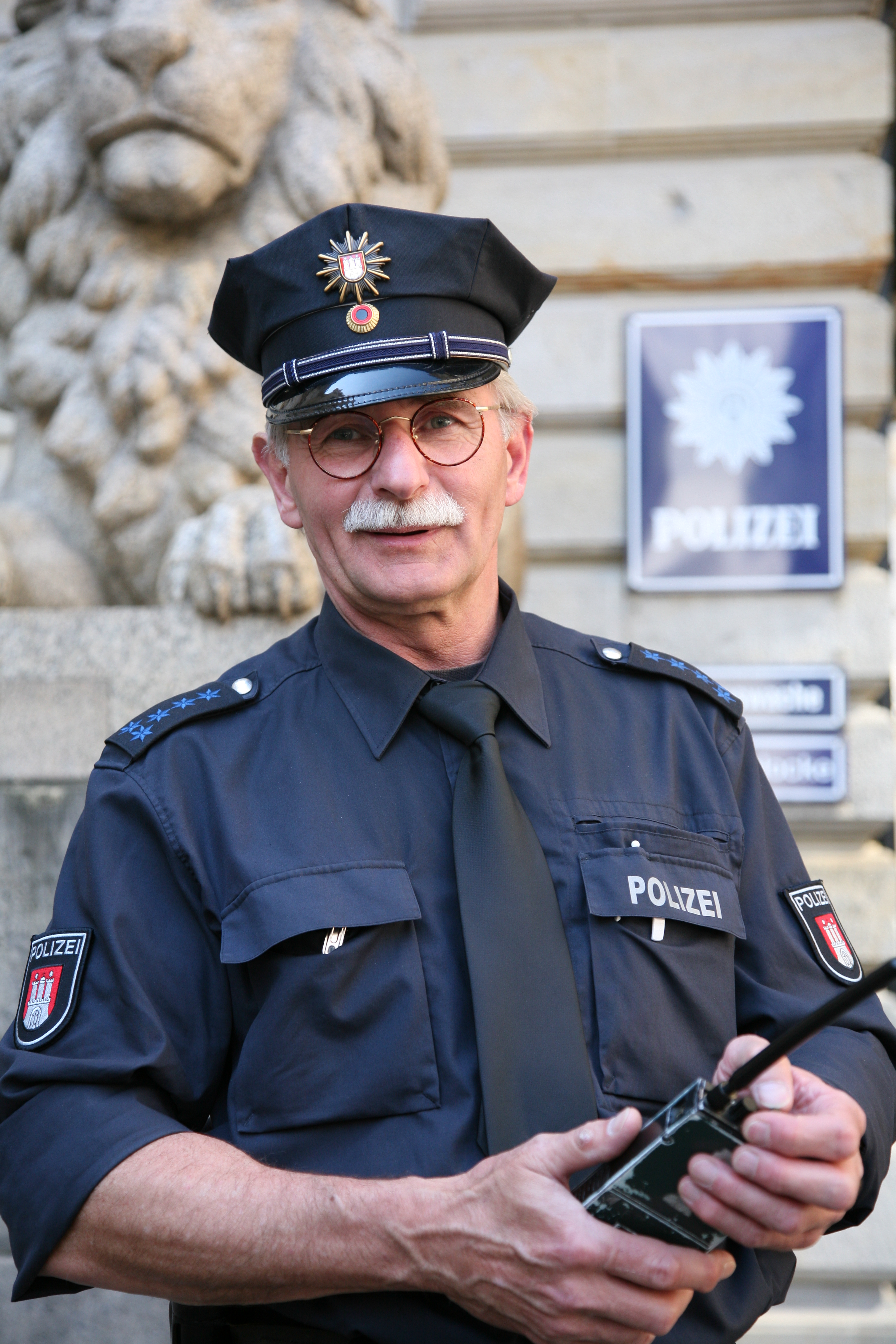
ضابط شرطة ألماني في هامبورغ

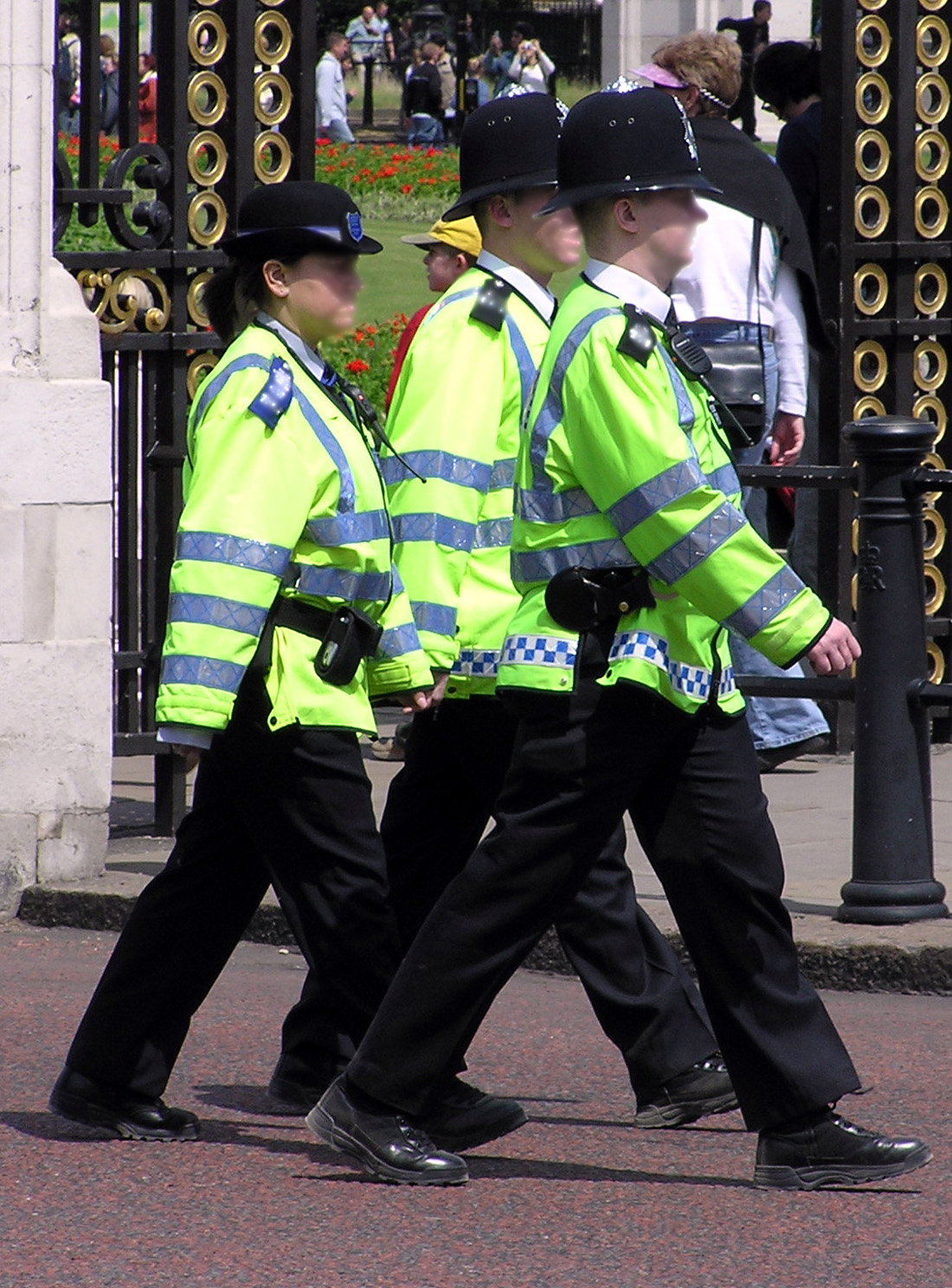
ثلاث عناصر شرطة يتجولون في لندن

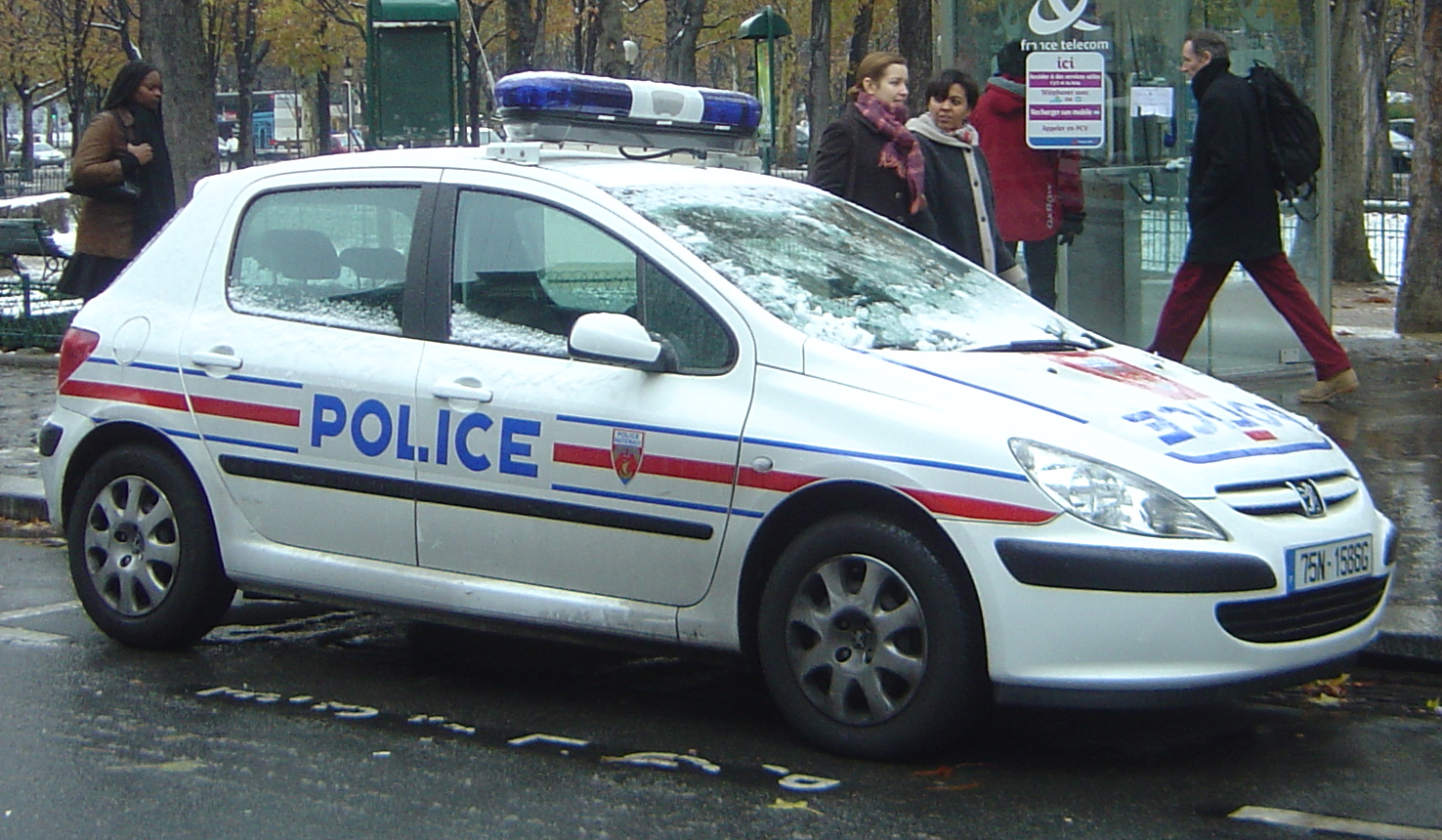
دورية شرطة فرنسية في باريس

قوة الشرطة هي مجموعة من الأشخاص مخولين من قبل الدولة لحماية الممتلكات و الحد من الاضطرابات المدنية. سلطتها تشمل استخدام القوة المشروعة.
المصطلح مربوط في الغالب بخدمات الشرطة في دولة ذات سيادة مخولة لهم ممارسة سلطة الشرطة لتلك الدولة في المجال القانوني في الإقليم المحدد لمسؤوليتها.
قوات الشرطة غالبا ما تعرف بأنها تختلف عن الجيش و التنظيمات أخرى المشاركة في الدفاع عن الدولة ضد المعتدين الأجانب؛ و مع ذلك، الدرك هي وحدات عسكرية في محل الشرطة المدنية.
تطبيق القانون، و مع ذلك، فهو جزء من أنشطة الشرطة المختلفة. الشرطة لها مجموعة من الأنشطة في حالات مختلفة، ولكن الغالبة هي المحافظة على النظام. في بعض المجتمعات، في أواخر القرن الثامن عشر وأوائل القرن التاسع عشر، طُورت في اطار الحفاظ على النظام الطبقي و حماية الملكية الخاصة. كثير من قوات الشرطة تعاني من فساد الشرطة إلى درجة أكبر أو أقل. قوات الشرطة بصفة عامة خدمة عامة، و هو ما يعني أنهم يحصلون على الرواتب عن طريق الضرائب.
أسماء أخرى للشرطة تشمل الدرك، خدمات الشرطة، منع الجريمة، خدمات الحماية، تنظيم تطبيق القانون، الحراسة المدنية أو حارس مدني، الأعضاء يمكن أن يكونوا معينين مثل رجال الشرطة، الجنود، شريف، المجندين، حراس، ضباط السلام، أو حراس مدنيين.

## تاريخيًا

### الحضارات القديمة

#### الصين
منذ آلاف السنين، تولى حكام المقاطعات مسؤولية تطبيق القانون في الصين منذ تطورها في مملكتي تشو وجين في فترة الربيع والخريف. في جين، انتشر العديد من حكام المقاطعات في جميع أنحاء الولاية، وكان لكل منهم سلطة محدودة وفترة عمل محدودة. كان قرار تعيينهم بيد القضاة المحليين، الذين اعتادوا تقديم تقاريرهم إلى السلطات العليا كالحكام الذين عيّنهم الإمبراطور، وتولوا مهمة الإشراف على الإدارة المدنية في محافظاتهم أو اختصاصهم. انطوى عمل كل حاكم على وجود أجهزة فرعية ساعدت في إنفاذ القانون في المنطقة جماعيًا. تولى بعض حكام المقاطعات مسؤولية التحقيقات، فيما يشبه عمل المحققين في أجهزة الشرطة الحديثة. كان بإمكان النساء أن يكُنّ حكامًا للمقاطعات كذلك. اعتاد المواطنون المحليون الإبلاغ عن جرائم قضائية بسيطة بحقهم كالسرقات في مكتب محلي بالمحافظة. انتشر مفهوم «نظام المحافظة» في ثقافات أخرى مثل كوريا واليابان.

#### بلاد بابل
في بلاد بابل، عُهد بمهام إنفاذ القانون في البداية إلى الأفراد ذوي الخبرات العسكرية أو العلاقات الإمبراطورية خلال الفترة البابلية القديمة، وفي النهاية، جرى تفويض الضباط المعروفين بالباوكودوس بمهمة إنفاذ القانون، إذ تواجدوا في المدن والمستوطنات الريفية. اضطلع جهاز باكودوس بمسؤولية التحقيق في الجرائم الصغيرة وإجراء عمليات الاعتقال.

#### مصر
تعود الأدلة على تطبيق القانون في مصر القديمة إلى فترة المملكة القديمة. عُثر على سجلات لمكتب عُرف باسم «قاضي الشرطة» يعود تاريخه إلى السلالة الرابعة. خلال فترة حكم السلالة الخامسة قرب انتهاء عهد المملكة القديمة، جرى تكليف الضباط المسلحين بالعصي الخشبية بمهمة حراسة الأماكن العامة مثل الأسواق والمعابد والمتنزهات، والقبض على المجرمين. تشير السجلات إلى استخدام القرود المُدربة والسعادين والكلاب في مهام الحراسة والقبض على المجرمين. بعد انهيار المملكة القديمة، إيذانًا ببدء الفترة المتوسطة الأولى، يُعتقد أن المصريين طبقوا النموذج ذاته. خلال هذه الفترة، عُهِد إلى البدو بحراسة الحدود وحماية القوافل التجارية. خلال عهد المملكة الوسطى، أُنشئت قوة شرطة مهنية مختصة بإنفاذ القانون، على النقيض من النظام السابق المتمثل في استخدام المحاربين كشرطة. أُجريت العديد من الإصلاحات على جهاز الشرطة مجددًا خلال فترة المملكة الجديدة. عمل ضباط الشرطة مستجوبين ومدعين عامين ومرافعي محاكم، وتولوا مسؤولية تنفيذ العقوبات التي يصدرها القضاة. علاوة على ذلك، أُنشئت وحدات خاصة من ضباط الشرطة الذين تدربوا ككهنة وكانوا مسؤولين عن حراسة المعابد والمقابر ومنع السلوك غير اللائق في المهرجانات أو مراقبة الطقوس الدينية أثناء تقديم الخدمات. جرى تكليف وحدات شرطة أخرى بحراسة القوافل، وحراسة المعابر الحدودية، وحماية الممتلكات الملكية، وحراسة العبيد أثناء عملهم ونقلهم، والقيام بدوريات في نهر النيل، وحراسة المباني الإدارية. بحلول عهد السلالة الثامنة عشرة من فترة المملكة الجديدة، استخدمت قوة شرطة تألفت من نخبة حراس الصحراء والتي عُرفت باسم مدجاي لحماية المناطق القيمة، ولا سيما المناطق التي حظيت بالاهتمام الفرعوني كالعواصم والمقابر الملكية وحدود مصر. على الرغم من أنّ قوات مدجاي تولت مهمة حماية القصور الملكية والقصور في طيبة والمناطق المحيطة بها، انتشرت كذلك في جميع أنحاء مصر العليا والسفلى. لم تحظَ المجتمعات الريفية بحراسة قوات الشرطة المصرية، وكانت تعتمد على مناشدة شيوخ القرى في حل المشاكل القضائية، ولكنّ العديد من المجتمعات الريفية كان لها جهاز شرطة لإنفاذ قوانين الدولة.

#### اليونان
في اليونان القديمة، استخدم القضاة العبيد المملوكين للقطاع العام لتشكيل الشرطة. في أثينا، استُخدم رماة السهام السكاثيين، وهم مجموعة تألفت من نحو 300 عبد سكاثي، لحراسة الاجتماعات العامة للحفاظ على النظام والسيطرة على العامة، واضطلعوا كذلك في التعامل مع المجرمين والسجناء والقيام بعمليات الاعتقال. عُهِد إلى المواطنين بواجبات أخرى مرتبطة بأعمال الشرطة الحديثة، كالتحقيق في الجرائم. خضعت قوات شرطة أثينا لإشراف الأريوباغوس. في أسبرطة، تولى القادة المعروفون بالإيفور مسؤولية الحفاظ على النظام العام وعملوا قضاة، واستخدموا مجموعات الهيبيز الأسبرطية، وهم حراس شرف ملكي بلغ عددهم 300 فرد، لإنفاذ القانون. تواجدت سلطات منفصلة أشرفت على قضايا المرأة والطفل والزراعة. امتلكت أسبرطة كذلك قوة شرطة سرية عُرفت باسم كريبتيا لحراسة عدد كبير من الهيلوتس أو العبيد.

#### روما
في الإمبراطورية الرومانية، كان للجيش دور محوري في الحفاظ على الأمن وتوفيره. اضطلع الجنود الرومان الذين انفصلوا عن فيالقهم وانتشروا في صفوف المدنيين بمهام إنفاذ القانون. استأجرت المدن مراقبين محليين بغرض تعزيز الأمن. شرع القضاة والمدعون العامون بالتحقيق في الجرائم. لم ينتشر مفهوم الملاحقة القضائية العامة، ولذلك تعيّن على ضحايا الجريمة أو أسرهم تنظيم الادعاء وإدارته بأنفسهم. في عهد أغسطس قيصر، حيث ازداد عدد سكان العاصمة إلى نحو مليون نسمة، أُنشئ 14 جناحًا يحميها سبع فرق من الرجال المدعوين «فيجيلز» والبالغ عددهم ألف رجل، وعملوا كذلك حراسًا ليليين ورجال إطفاء. انطوت واجباتهم على القبض على صغار المجرمين، والقبض على العبيد الهاربين، وحراسة الحمامات في الليل، ووقف الاضطرابات المخلة بالسلام. عالجت القوة في بادئ الأمر الجرائم الصغيرة، بينما تولت قوة خورتوس يوربوين، والحرس البريتوري إذا لزم الأمر، مهمة التعامل مع جرائم العنف والفتنة.

#### الهند
انتشرت أنظمة إنفاذ القانون في مختلف ممالك الهند القديمة وإمبراطورياتها. ينص قانون أباستامبا دارماسوترا على أنه يتعين على الملوك تعيين ضباط ومرؤوسين في المدن والقرى لحماية رعاياهم من الجريمة. تشير العديد من النقوش والكتابات التي تعود لحضارة الهند القديمة إلى وجود مجموعة من الأدوار الخاصة بمسؤولي إنفاذ القانون، كالشرطي والحارس والمحقق. استُخدمت قوات الكوتوال في إنفاذ القانون المحلي في الهند القديمة حتى العصور الوسطى وأوائل العصر الحديث.

#### الإمبراطورية الفارسية
كانت قوات شرطة الإمبراطورية الفارسية جيدة التنظيم. فتواجدت قوات الشرطة في جميع الأماكن الهامة. في المدن، تولى مراقبو الشرطة، والمعروفون باسم كويبان، مسؤولية مراقبة الأحياء. اضطلع ضباط الشرطة كذلك في العمل مدعين عامين ونفذوا العقوبات التي تفرضها المحاكم.، وتعيّن عليهم معرفة الإجراءات القضائية لمحاكمة القضايا وتقديم الاتهامات.

### أفريقيا
خلال فترة ما قبل الاستعمار، وفي العديد من مناطق أفريقيا، ولا سيما غرب أفريقيا ووسطها، نشأت جمعيات سرية شبيهة بالنقابات بغرض إنفاذ القانون. اضطلعت كذلك بأنشطة شرطية في حال عدم وجود نظام للمحاكم أو وثائق قانونية مكتوبة، واستخدمت درجات متفاوتة من الإكراه لتطبيق القانون وردع السلوك المعادي للمجتمع. في إثيوبيا القديمة، تولى النبلاء المسلحون مهمة إنفاذ القانون في الريف وفقًا لتعاليم قادتهم. امتلكت إمبراطورية سونغهاي مسؤولين عُرفوا باسم «أسارا مونيديوس»، أو «المنفذين»، والذين اضطلعوا بأعمال الشرطة.

### الأمريكيتان
نظمت الحضارات خلال العصر قبل الكولومبي في الأمريكيتين مهمة إنفاذ القانون. امتلكت الولايات المدنية من حضارة المايا جهاز شرطة عُرف باسم التوبيل، بالإضافة إلى مساعدي المأمور. في إمبراطورية الآزتيك، كان للقضاة ضباط يعملون في عهدهم ويمتلكون سلطة القيام بعمليات الاعتقال، والتي شملت كبار الشخصيات كذلك. في إمبراطورية إنكا، اضطلع المسؤولون الذين عُرفوا باسم كوراكا في تطبيق القانون بين الأُسر التي جرى تكليفهم بالإشراف عليها، مع وجود مفتشين معروفين باسم توكويريكوك (والتي تعني «من يرون كل شيء») متمركزين كذلك في جميع أنحاء المقاطعات للحفاظ على النظام.

## حسب البلد

### المملكة المتحدة
كان تطور الشرطة في العصور القديمة في المملكة المتحدة أبطأ كثيرا عن باقي الدول الأوروبية. وكانت الخاصة تقوم بمهام الشرطة منذ عام 1500م لقبض مثلا على السارق، وأحيانا ما كانت يصرف عليها من شخصيات مدنية أو هيئات، وكانت تجبر السارق إما أن يعيد ما سرقه أو يقوم بدفع تعويضا.

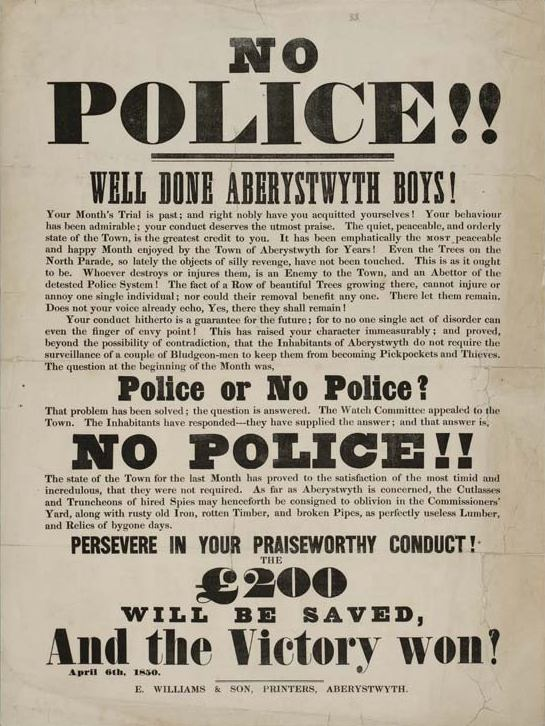
ملصق ضد الشرطة "الممقوتين" في بلدة أبيريستويث في ويلز؛ أبريل 1850.

### ألمانيا
للقبض على متهم من قبل الشرطي لا بد وأن يكون مسبوقا بأمر قاضي أو بأمر وكيل نيابة. وإذا كان الأمر عاجلا من أجل تفادى جناية أو قتل، فلا بد وأن يتمكن أمين الشرطة المتحفظ على المتهم من الحصول على أمر القاضي أو أمر وكيل النيابة خلال 24 ساعة من بعد القبض على المتهم . يقوم الشرطي بتعريف المقبوض عليه بحقوقه (حقوق المقبوض عليه) وواجباته ، فمن حق المتهم الاتصال بمحامي يتولى الدفاع عنه . كما يمكن لأهله زيارته في الحجز ، وتكون فترة الحجز التي أمر بها وكيل النيابة محدودة بأيام بغرض التحريات والحصول على الشواهد . فإذا انقضت الأيام التي حددها القاضي أو وكيل النيابة من دون أن تأتي الشرطة أو وكيل النيابة بدلائل تدين المقبوض علية فعليها إخلاء سبيله.
فإذا أوجبت التحريات تقديم المتهم إلى المحكمة تقوم بذلك النيابة و فقا للقانون العام المدني أو القانون الجنائي أو قانون الأحداث.
ويكون من حق المتهم الاتصال بذويه ، فيعرفون مكان حجزه على ذمة التحقيق، ويستطيعون زيارته. ذلك يضمن عدم إساءة الشرطة للمتهم أو استخلاص اعتراف منه بالإكراه .

## الشرطة في الإسلام
أول من اوجد الشرطة هم المسلمون وكان اسمهم رجال العسس وهم الرجال الذين يعتمد عليهم الخليفة في حفظ الأمن والقبض على اللصوص وقد عرفوا بهذا الاسم لأنهم أشرطوا أنفسهم بعلامات خاصة يعرفهم الناس بها. وأول من أدخل نظام الشرطة في الإسلام هو عمرو بن العاص بل هو الواجد والمؤسس الفعلي للشرطة في العالم لما ولي إمارة مصر وفي عهد علي بن أبي طالب نظمت الشرطة لحراسة المدينة وسمي رئيسها بصاحب الشرطة.

## الإنتربول
الإنتربول الشرطة الدولية منظمة عالمية مكونة من قوات الشرطة لأكثر من 186 دولة. يتبادل أعضاء الإنتربول المعلومات عن المجرمين الدوليين، ويتعاونون فيما بينهم في مكافَحة الجرائم الدولية، مثل جرائم التزييف والتهريب وعمليات الشراء والبيع غير المشروعة للأسلحة. ويحتفظ أفرادُ المنظَّمة بسجلات الجرائم الدوليَّة، ويساعدون الأعضاء في النواحي العمليّة، ويقومون بتدريب وعمل استشارات لأفراد الشرطة.
تُدار الإنتربول بوساطة جمعية عمومية بحيث يكون لكل عضو صوت واحد للتصويت. وتقومُ الجمعية بانتخاب رئيس ولجنة تنفيذية مكونة من اثني عشر عضوًا. يُعرف المركز الرئيسيُّ للمنظمة بالسكرتارية العموميّة، ويستخدم المركز 250 موظفًا ومقرُّه الدائمُ مدينةُ ليون بفرنسا.
تم تأسيسُ منظمة الإنتربول عام 1923 ومركزها الرئيسي فيينا. وكان هدفُها الرئيسيُّ مكافحة الجريمة الدَّوليَّة، وكان معظمُ أعضائها أوروبيين. وقد أُعِيدَ تنْظيِم المنظمة عام 1946م وانتقلت إلى باريس. وفي عام 1956 بلغ عدد الأعضاء إلى 50 عضوًا واتخذت الاسم الحالي الإنتربول والانتربول اختصار لعبارة منظمة الشرطة العالمية وامينها العام هو الأمريكي رونالد نوبل.

## مقالات ذات صلة
- مسرح جريمة
- ضابط استخبارات